# Purple Rain
Purple Rain (с англ. — «Пурпурный дождь») — шестой студийный альбом американского музыканта Принса, выпущенный 25 июня 1984 года в качестве саундтрека к одноимённому музыкальному фильму («Пурпурный дождь») с его участием.
Purple Rain получил признание критиков и является одним из самых успешных альбомов в истории (по всему миру продано 22 миллиона экземпляров, из них 13 — в США; 2 премии «Грэмми» и премия «Оскар», 24 недели на № 1 в США, два хита № 1 в Billboard Hot 100: «When Doves Cry» и «Let’s Go Crazy»).
Альбом внесён в Национальный Реестр Звукозаписи при Библиотеке Конгресса США в 2011 году.

## История

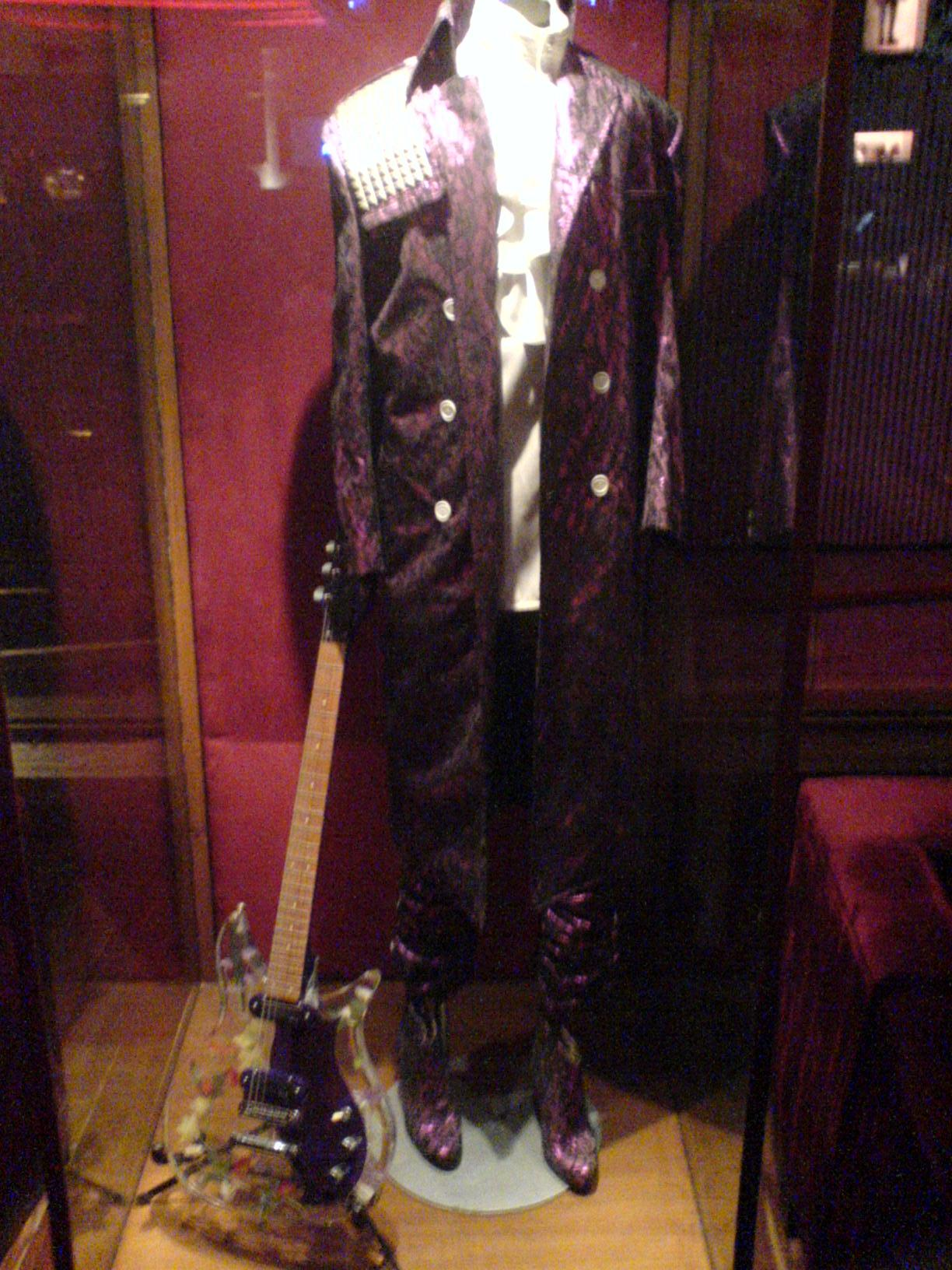
Концертный костюм Принса в период Purple Rain

Принс получил две премии «Грэмми» в 1985 году за альбом Purple Rain, в номинациях «Лучшее вокальное рок-исполнение дуэтом или группой» и «Лучший саундтрек к фильму», и имел третью номинацию в категории «Альбом года». В том же году Принс выиграл и 3-ю премию «Грэмми» в номинации «Лучшая R&B-песня» в качестве автора песни «I Feel for You» певицы Чака Хан. Purple Rain также получил премию «Оскар» в категории «Лучшая музыка к фильму» (1985).
Откровенный текст «Darling Nikki» привёл к созданию общественной организации Parents Music Resource Center, постановившей снабжать альбомы специальным стикером «Parental Advisory: Explicit Lyrics» — о наличии в текстах песен нецензурной или откровенной лексики.
В 2017 году вышло делюкс-издание альбома на 3 CD и 1 DVD.

## Музыкальное наполнение
Как и в предыдущих альбомах Принса, почти все композиции на Purple Rain были написаны им самим. Он был более насыщенным в музыкальном отношении, чем предыдущие альбомы Принса, в нём особое внимание уделялось общему звучанию всей группы, многослойных гитар, клавишных, электронных синтезаторных эффектов, драм-машин и других инструментов. Музыка саундтрека обычно считается самой поп-ориентированной в карьере Принса, хотя некоторые элементы указывают на более экспериментальные записи, которые он выпустит впоследствии на других работах. Участница группы Apollonia 6 Аполлония Котеро вспоминала, что после просмотра киносъёмок Purple Rain она сказала Принсу: «Ты знаешь, что получишь „Оскар“ за этот фильм — не за актёрскую игру, а за музыку».
Участник группы The Revolution Мэтт Финк, известный как Доктор Финк, рассказал PopMatters в 2009 году, что запись альбома была «очень творческим временем… Участники группы оказали большое влияние и вклад в то, что делал [Принс]. Он всегда был открыт для любого, кто пытался внести свой творческий вклад в процесс написания… Но Принс был главным автором текстов и мелодий всех песен … и никогда не принимал текстов песен, написанных другими». Венди Мелвойн, гитаристка The Revolution, в интервью Mojo в 1997 году сообщала, что члены группы были «абсолютно равны в музыкальном плане в том смысле, что Принс уважал нас и позволял нам вносить свой вклад в музыку без каких-либо проблем … Я думаю, секрет наших рабочих отношений заключался в том, что мы были очень не навязчивы в своих идеях, в отличие от некоторых других людей, которые работали с ним».
К примеру, Финк, Коулман и Мелвойн помогли написать четвёртый трек альбома «Computer Blue». Доктор Финк, который написал клавишную басовую партию для трека, сказал, что он «начал играть тот основной басовый грув, который позже стал „Computer Blue“. Группа [the Revolution] начала играть на нём, а Принс начал придумывать что-то своё, потом мы записали черновую версию, и он взял её в студию, просто соединил всё это и сделал так, чтобы она зазвучала. Венди [Мелвойн] и Лиза [Коулман] тоже сделали кое-что над ней». Принс позаимствовал секцию бриджа из неизданной на тот момент «Father’s Song», написанной его отцом [джазовым музыкантом Джоном Льюисом Нельсоном], который в течение многих лет подбрасывал ему различные идеи. Так что песня была настоящей смесью вклада разных людей и влияний».
Полный состав группы присутствует на пяти треках: «Let’s Go Crazy», «Computer Blue», «I Would Die 4 U», «Baby I’m a Star» и «Purple Rain», в то время как остальные композиции являются по сути сольными выступлениями Принса. Аполлония поёт партию женского вокала в песне «Take Me With U». Три трека включают струнную секцию в аранжировке Коулман и Принса, которой дирижировали Коулман и Мелвойн: «Take Me With U», «Baby I’m a Star» и «Purple Rain». Струнные исполнители — скрипач и альтист Нови Новог и виолончелисты Дэвид Коулман и Сьюзи Катаяма.

## Отзывы критиков
| Оценки критиков     | Оценки критиков |
| Источник            | Оценка          |
| ------------------- | --------------- |
| Cashbox             | без оценки      |
| Robert Christgau    | (A−)            |
| No. 1               | [ 14 ]          |
| New Musical Express | без оценки      |
| Record Mirror       | [ 16 ]          |
| Rolling Stone       | [ 17 ]          |
| Smash Hits          | 8/10            |

Purple Rain был хорошо принят современными критиками. Курт Лодер, написав рецензию для Rolling Stone в 1984 году, сравнил Принса с Джими Хендриксом и похвалил его за слияние «чёрного и белого стилей»: «Дух Джими Хендрикса, несомненно, должен улыбаться Принсу Роджерсу Нельсону. Как и Хендрикс, Принс, похоже, проник в некое внеземное музыкальное измерение, где чёрный и белый стили — это всего лишь различные аспекты одного и того же фанка. Рок-н-ролл Принса так же аутентичен и убедителен, как и его душа, а его экстремизм привлекателен в эпоху производства пластинок по принципу play-it-safe и шаблонных хитов».
Ретроспективные оценки также были положительными. Музыкальные критики отметили новаторские и экспериментальные аспекты музыки саундтрека, наиболее известная из которых — «When Doves Cry». Другие аспекты музыки, особенно её синтез электронных элементов с органическими инструментами и полноценными выступлениями группы (некоторые, как отмечалось выше, записаны вживую), а также её знаковое объединение рока и R&B, были определены критиками как отличительные, даже экспериментальные факторы.
Стивен Эрлевайн из AllMusic написал, что в Purple Rain Принс «укрепил свои фанковые и ритм-н-блюзовые корни, смело двигаясь в сторону поп-музыки, рока и хеви-метала», а также «сильно продвинулся в психоделию» под влиянием The Revolution. Критик охарактеризовал все девять песен пластинки как бескомпромиссные стилистические эксперименты, повторяя общее мнение о том, что музыка Purple Rain представляет Принса в его наиболее доступном виде, не забывая о его экспериментаторских наклонностях. В ретроспективной рецензии Кеннет Партридж для Billboard назвал открывающий альбом трек «Let’s Go Crazy» «возможно, лучшим вступлением в истории поп-музыки».
| Оценки критиков               | Оценки критиков |
| Источник                      | Оценка          |
| ----------------------------- | --------------- |
| AllMusic                      | [ 20 ]          |
| Billboard                     | без оценки      |
| Blender                       | [ 22 ]          |
| Chicago Sun-Times             | [ 23 ]          |
| Encyclopedia of Popular Music | [ 24 ] [ 25 ]   |
| Entertainment Weekly          | (B)             |
| The Great Rock Discography    | [ 27 ]          |
| The Guardian                  | [ 28 ]          |
| IGN                           | [ 29 ]          |
| Laut.de                       | [ 30 ]          |
| Mojo                          | [ 31 ]          |
| MusicHound                    | [ 32 ]          |
| Pitchfork                     | 10/10           |
| PopMatters                    | без оценки      |
| The Rolling Stone Album Guide | [ 35 ]          |
| Spin Alternative Record Guide | 9/10            |
| Sputnikmusic                  | [ 37 ]          |

## Коммерческий успех
В США, Purple Rain дебютировал 14 июля 1984 года на 11-м месте в хит-параде Billboard Top LPs & Tape. Спустя четыре недели пребывания в чарте он поднялся на первое место 4 августа 1984 года. Альбом провёл 24 недели подряд на первом месте в Billboard Top LPs & Tape (с 4 августа 1984 года по 18 января 1985 года) и более 32 недель находился в первой десятке, став одним из самых успешных саундтреков в истории. Таким образом Принс также присоединился к Элвису Пресли и «Битлз», став единственным артистом, у которого одновременно на первых местах в США были альбом, сингл и фильм.
Purple Rain был продан в количестве 13 млн копий в США, включая 1,5 млн в дебютную неделю, получив бриллиантовый статус от RIAA. Purple Rain дважды менялся лидерством на вершине Billboard Top LPs & Tape с диском Born in the U.S.A. певца и музыканта Брюса Спрингстина, в 1984 и 1985 годах. В мире было продано более 20 млн копий. Суммарно Purple Rain присутствовал в списке Billboard Top LPs & Tape в течение ста двадцати двух недель (больше двух лет). После наступления эры Nielsen SoundScan в 1991 году альбом был продан ещё тремя миллионами копий. К 1996 году в США было продано 13 миллионов копий альбома, и он получил 13-кратный платиновый сертификат Американской ассоциации звукозаписывающих компаний (RIAA).
После смерти певца в апреле 2016 года диск повторно вошёл в чарт Billboard на 2-ю позицию с тиражом 69 000 эквивалентных единиц (62 000 чистых продаж); всего же за 2016 год было продано 498 000 копий альбома.

## Признание
Purple Rain ещё больше утвердил Принса в качестве одной из главных фигур поп-музыки 1980-х годов и считается одним из величайших альбомов всех времён. В 2012 году альбом был включён в Национальный Реестр Звукозаписи при Библиотеке Конгресса, в который вошли звукозаписи, «имеющие культурное, историческое или эстетическое значение». В 2019 году фильм был выбран Библиотекой Конгресса США для сохранения в Национальном реестре фильмов США за «культурное, историческое или эстетическое значение».
Названный «шедевром» премией «Грэмми», Ана Иглесиас написала: «Даже после его душераздирающего ухода Принс будет вечно жить в наших сердцах, через его музыку и даже в чартах». Purple Rain был введен в Зал славы «Грэмми» в 2011 году, отметив его как «запись, имеющую длительное качественное или историческое значение… Можно с уверенностью сказать, что никогда не будет другой такой звезды, как Принс».
Для The New Yorker Бен Гринман написал: «Purple Rain может быть или не быть лучшим альбомом Принса, но он появился в лучшее время, продвинув его от обычной звёздности (его предыдущий альбом 1999 выдал три сингла в топ-20 Billboard) к статусу сверхновой звезды. Он создал его культовый образ (рубашка с рюшами, фиолетовый пиджак, мотоцикл), официально представил его самую известную бэк-группу (the Revolution) и включил львиную долю песен, которые, скорее всего, появятся в краткой биографии („When Doves Cry“, „Let’s Go Crazy“ и заглавный трек)». Purple Rain был описан как „эпическое празднование всего рок-н-ролла, что означает секс, религию, подводку для глаз, мотоциклы, гитары и озеро Миннетонка“ в списке „25 величайших саундтреков всех времён“ журнала Rolling Stone.
Крис Джерард написал для PopMatters, что Purple Rain является одним из краеугольных альбомов не только 80-х годов, но и всей истории поп/рока… В основе наследия Принса Purple Rain всегда будет стоять как его фирменный триумф, памятник его безграничному таланту и амбициям». Джерард также похвалил трек «When Doves Cry» за то, что он стал «воротами» во «вселенную Purple Rain: альбом, крупный фильм и турне, которые доминировали в поп-культуре 1984 года».
| Совокупная оценка    | Совокупная оценка |
| Источник             | Оценка            |
| -------------------- | ----------------- |
| Metacritic           | 100/100           |
| Оценки критиков      |                   |
| Источник             | Оценка            |
| Classic Rock         | [ 52 ]            |
| The Line of Best Fit | 10/10             |
| Pitchfork            | 10/10             |
| Record Collector     | [ 55 ]            |
| Rolling Stone        | [ 56 ]            |
| Sound & Vision       | без оценки        |
| Under the Radar      | 10/10             |

Эндрю Унтербергер из Billboard дал альбому высокую оценку, назвав его одним из величайших альбомов в популярной музыке: «Purple Rain, безусловно, претендует на звание самого совершенного альбома в истории рок- и поп-музыки, мастерски перетекая от трека к треку, восхищая, удивляя и поражая на каждом повороте. Личный и универсальный, знакомый и вызывающий, романтический и самовлюбленный, религиозный и оргазмический, доступный для всех и глубоко странный, Purple Rain по праву остается краеугольным камнем записанного наследия Принса, почти слишком очевидным в своём великолепии, чтобы его стоило обсуждать подробно».

### Итоговые списки
Многие издания считают Purple Rain одним из величайших альбомов всех времен. Rolling Stone поставил Purple Rain на второе место в списке 100 лучших альбомов 1980-х годов и на восьмое место в списке 500 величайших альбомов всех времён. В списке 25 величайших саундтреков всех времён Purple Rain занял 2-е место, уступив Help! Битлз. Time включил его в список 100 альбомов всех времён. Альбом занял 18-е место в обратном отсчёте «Величайших альбомов рок-н-ролла всех времён» по версии VH1. Газета The Times поместила Purple Rain на 15-е место в списке 100 лучших альбомов всех времён .
В 2007 году редакторы Vanity Fair назвали его лучшим саундтреком всех времён, а журнал Tempo — величайшим альбомом 1980-х годов. Альбом был включён в список «1001 альбом, который вы должны услышать до своей смерти».
В 2012 году журнал Slant Magazine назвал диск вторым лучшим альбомом 1980-х после Thriller Майкла Джексона. Журнал Entertainment Weekly в своём юбилейном 1000-м выпуске (4 июля 2008 года) назвал диск Purple Rain под № 1 в своём списке 100 лучших альбомов за последние 25 лет. В 2013 году этот же журнал поставил его на второе место в списке 100 величайших альбомов всех времён.
Pitchfork назвал его лучшим альбомом 1980-х годов, поместив его на первое место в списке 200 лучших альбомов 1980-х годов (за шестнадцать лет до этого он занял 12-е место в списке 100 лучших альбомов десятилетия). В списке Billboard «Все 92 альбома, получившие бриллиантовую сертификацию, от худшего к лучшему: мнение критиков» Purple Rain занял первое место. Согласно Acclaimed Music, он является 47-м самым знаменитым альбомом в истории популярной музыки.

## Список композиций
| №  | Название                                       | Автор(ы)                                                            | Длительность |
| -- | ---------------------------------------------- | ------------------------------------------------------------------- | ------------ |
| 1. | «Let’s Go Crazy»                               | Принс                                                               | 4:39         |
| 2. | «Take Me with U» (с участием Аполлонии Котеро) | Принс                                                               | 3:54         |
| 3. | «The Beautiful Ones»                           | Принс                                                               | 5:15         |
| 4. | «Computer Blue»                                | Принс, Джон Льюис Нельсон, Венди Мелвойн, Лиза Коулман, Доктор Финк | 3:59         |
| 5. | «Darling Nikki»                                | Принс                                                               | 4:15         |

| №  | Название          | Автор(ы) | Длительность |
| -- | ----------------- | -------- | ------------ |
| 1. | «When Doves Cry»  | Принс    | 5:52         |
| 2. | «I Would Die 4 U» | Принс    | 2:51         |
| 3. | «Baby I’m a Star» | Принс    | 4:20         |
| 4. | «Purple Rain»     | Принс    | 8:45         |

## Делюкс-издание 2017 года
23 июня 2017 года альбом был переиздан в делюксовом виде (Deluxe и Deluxe Expanded). Издание Deluxe состояло из двух дисков, первый состоял из ремастеринговых треков оригинального альбома, сделанных самим Принсом в 2015 году, и бонусного диска из ранее неизданных песен, названного From the Vault & Previously Unreleased. Издание Deluxe Expanded включало на два диска больше, в том числе диск со всеми версиями синглов и Би-сайдов времён Purple Rain, а также DVD-диск с концертом из тура Purple Rain Tour, снятого в городе Сиракьюс, в штате Нью-Йорк, 30 марта 1985 года (и ранее выходившего в 1985 году на видеокассетах для домашнего просмотра; с 15 мая 2020 года запись стала доступна на официальном канале исполнителя в Youtube).
| №  | Название                                      | Длительность |
| -- | --------------------------------------------- | ------------ |
| 1. | «Let’s Go Crazy» (Принс и The Revolution)     | 4:38         |
| 2. | «Take Me with U» (Prince and The Revolution)  | 3:53         |
| 3. | «The Beautiful Ones» (Prince)                 | 5:13         |
| 4. | «Computer Blue» (Prince and The Revolution)   | 3:59         |
| 5. | «Darling Nikki» (Prince)                      | 4:15         |
| 6. | «When Doves Cry» (Prince)                     | 5:53         |
| 7. | «I Would Die 4 U» (Prince and The Revolution) | 2:49         |
| 8. | «Baby I’m a Star» (Prince and The Revolution) | 4:23         |
| 9. | «Purple Rain» (Prince and The Revolution)     | 8:19         |

| №   | Название                                   | Длительность |
| --- | ------------------------------------------ | ------------ |
| 1.  | «The Dance Electric»                       | 11:30        |
| 2.  | «Love and Sex»                             | 5:01         |
| 3.  | «Computer Blue» («Hallway Speech» version) | 12:19        |
| 4.  | «Electric Intercourse» (studio)            | 4:57         |
| 5.  | «Our Destiny/Roadhouse Garden»             | 6:25         |
| 6.  | «Possessed» (1983 version)                 | 7:56         |
| 7.  | «Wonderful Ass»                            | 6:24         |
| 8.  | «Velvet Kitty Cat»                         | 2:43         |
| 9.  | «Katrina’s Paper Dolls»                    | 3:30         |
| 10. | «We Can Fuck»                              | 10:18        |
| 11. | «Father’s Song»                            | 5:31         |

| №   | Название                                                   | Длительность |
| --- | ---------------------------------------------------------- | ------------ |
| 1.  | «When Doves Cry» (7" Single Edit)                          | 3:48         |
| 2.  | «17 Days» (B-Side Edit)                                    | 3:56         |
| 3.  | «Let’s Go Crazy» (7" Single Edit)                          | 3:48         |
| 4.  | «Let’s Go Crazy» (Special Dance Mix)                       | 7:36         |
| 5.  | «Erotic City» (7" B-side Edit)                             | 3:56         |
| 6.  | «Erotic City» («Make Love Not War Erotic City Come Alive») | 7:24         |
| 7.  | «Purple Rain» (7" Single Edit)                             | 4:05         |
| 8.  | «God» (7" B-Side Edit)                                     | 4:03         |
| 9.  | «God (Love Theme from Purple Rain)» (Instrumental)         | 7:58         |
| 10. | «Another Lonely Christmas» (7" B-Side Edit)                | 4:54         |
| 11. | «Another Lonely Christmas» (Extended Version)              | 6:48         |
| 12. | «I Would Die 4 U» (7" Single Edit)                         | 2:58         |
| 13. | «I Would Die 4 U» (Extended Version)                       | 10:18        |
| 14. | «Baby I’m a Star» (7" B-Side Edit)                         | 2:49         |
| 15. | «Take Me with U» (7" Single Edit)                          | 3:43         |

| №   | Название                            | Длительность |
| --- | ----------------------------------- | ------------ |
| 1.  | «Let’s Go Crazy»                    | 5:30         |
| 2.  | «Delirious»                         | 2:45         |
| 3.  | «1999»                              | 4:15         |
| 4.  | «Little Red Corvette»               | 5:10         |
| 5.  | «Take Me with U»                    | 4:15         |
| 6.  | «Do Me, Baby»                       | 4:40         |
| 7.  | «Irresistible Bitch»                | 2:00         |
| 8.  | «Possessed»                         | 4:24         |
| 9.  | «How Come U Don’t Call Me Anymore?» | 5:05         |
| 10. | «Let’s Pretend We’re Married»       | 4:15         |
| 11. | «International Lover»               | 1:00         |
| 12. | «God»                               | 8:30         |
| 13. | «Computer Blue»                     | 4:30         |
| 14. | «Darling Nikki»                     | 4:00         |
| 15. | «The Beautiful Ones»                | 7:30         |
| 16. | «When Doves Cry»                    | 8:15         |
| 17. | «I Would Die 4 U»                   | 3:50         |
| 18. | «Baby I’m a Star»                   | 10:00        |
| 19. | «Purple Rain»                       | 18:24        |

## Позиции в чартах
| Год       | Хит-парад                           | Высшая позиция |  |
| --------- | ----------------------------------- | -------------- |  |
| 1984—1985 | Австралия (Kent Music Report)       | 1              |  |
| 1984—1985 | Австрия (Ö3 Austria)                | 8              |  |
| 1984—1985 | Великобритания (UK Albums Chart)    | 7              |  |
| 1984—1985 | Канада (RPM 100 Albums)             | 1              |  |
| 1984—1985 | Нидерланды (Album Top 100)          | 1              |  |
| 1984—1985 | Новая Зеландия (RMNZ)               | 2              |  |
| 1984—1985 | Норвегия (VG-lista)                 | 4              |  |
| 1984—1985 | США (Billboard 200)                 | 1              |  |
| 1984—1985 | США (Billboard Top Black Albums)    | 1              |  |
| 1984—1985 | Финляндия (Suomen virallinen lista) | 15             |  |
| 1984—1985 | Франция (SNEP)                      | 8              |  |
| 1984—1985 | ФРГ (Offizielle Top 100)            | 5              |  |
| 1984—1985 | Швейцария (Schweizer Hitparade)     | 7              |  |
| 1984—1985 | Швеция (Sverigetopplistan)          | 3              |  |
| 1984—1985 | Япония (Oricon)                     | 12             |  |
|           |                                     |                |  |
| 1986      | Великобритания (UK Albums Chart)    | 95             |  |
|           |                                     |                |  |
| 1988      | Великобритания (UK Albums Chart)    | 22             |  |
|           |                                     |                |  |
| 1989      | Великобритания (UK Albums Chart)    | 92             |  |
|           |                                     |                |  |
| 1990      | Великобритания (UK Albums Chart)    | 72             |  |
|           |                                     |                |  |
| 1992      | Великобритания (UK Albums Chart)    | 74             |  |
|           |                                     |                |  |
| 2016      | Австралия (ARIA)                    | 5              |  |
| 2016      | Великобритания (UK Albums Chart)    | 4              |  |
| 2016      | Италия (FIMI)                       | 42             |  |
| 2016      | Канада (Canadian Albums Chart)      | 7              |  |
| 2016      | США (Billboard 200)                 | 2              |  |
| 2016      | США (Billboard Top Soundtracks)     | 1              |  |
| 2016      | Финляндия (Suomen virallinen lista) | 36             |  |
| 2016      | Франция (SNEP)                      | 30             |  |
|           |                                     |                |  |
| 2017      | Австрия (Ö3 Austria)                | 9              |  |
| 2017      | Бельгия/Валлония (Ultratop)         | 13             |  |
| 2017      | Бельгия/Фландрия (Ultratop)         | 4              |  |
| 2017      | Великобритания (UK Albums Chart)    | 7              |  |
| 2017      | Испания (PROMUSICAE)                | 13             |  |
| 2017      | Италия (Classifica album)           | 13             |  |
| 2017      | Нидерланды (MegaCharts)             | 3              |  |
| 2017      | Португалия (AFP)                    | 22             |  |
| 2017      | США (Billboard 200)                 | 4              |  |
| 2017      | Франция (SNEP)                      | 9              |  |

| Хит-парад (1984)                     | Позиция |
| ------------------------------------ | ------- |
| Австралия (ARIA)                     | 13      |
| Великобритания (Gallup Poll)         | 43      |
| Канада (RPM Year-End)                | 2       |
| Нидерланды (Jaaroverzichten)         | 5       |
| Новая Зеландия (RMNZ)                | 20      |
| США (Billboard Top Black Albums)     | 9       |
| США (Billboard Top Pop Albums)       | 24      |
| США (Billboard Top Soundtracks)      | 3       |
| Франция (SNEP)                       | 53      |
| ФРГ (Top 100 Album-Jahrescharts)     | 56      |
| Япония (Oricon Year-End Chart)       | 61      |
| Хит-парад (1985)                     | Позиция |
| Великобритания (Gallup Poll)         | 60      |
| Канада (RPM Year-End)                | 41      |
| Нидерланды (Jaaroverzichten)         | 48      |
| США (Billboard Top Black Albums)     | 21      |
| США (Billboard Top Pop Albums)       | 9       |
| США (Billboard Top Soundtracks)      | 2       |
| ФРГ (Top 100 Album-Jahrescharts)     | 38      |
| Хит-парад (2013)                     | Позиция |
| США (Billboard Soundtracks)          | 10      |
| Хит-парад (2014)                     | Позиция |
| США (Billboard Soundtracks)          | 13      |
| Хит-парад (2015)                     | Позиция |
| США (Billboard Soundtracks)          | 14      |
| Хит-парад (2016)                     | Позиция |
| США (Billboard 200)                  | 55      |
| США (Billboard Soundtracks)          | 1       |
| Хит-парад (2017)                     | Позиция |
| Бельгия/Фландрия (Ultratop Flanders) | 105     |
| США (Billboard Soundtracks)          | 12      |
| Хит-парад (2018)                     | Позиция |
| США (Billboard Soundtracks)          | 16      |
| Хит-парад (2019)                     | Позиция |
| США (Billboard Soundtracks)          | 13      |
| Хит-парад (2020)                     | Позиция |
| США (Billboard Soundtracks)          | 9       |
| Хит-парад (2021)                     | Позиция |
| США (Billboard Soundtracks)          | 4       |
| Хит-парад (2022)                     | Позиция |
| США (Billboard Soundtracks)          | 5       |

## Сертификации
| \| Регион \| Сертификация \| Продажи \| \| -------------------------------------------------------------------------------------------------------------------------------------------------------------------------------------------------------- \| -------------- \| --------------- \| \| Австралия (ARIA)[135] \| 3× Платиновый \| 210 000^ \| \| Австрия (IFPI Austria)[136] \| Золотой \| 25 000* \| \| Великобритания (BPI)[137] \| 2× Платиновый \| 600 000^ \| \| Германия (BVMI)[138] \| 3× Золотой \| 750 000^ \| \| Дания (IFPI Danmark)[139] \| Золотой \| 10 000 \| \| Испания (PROMUSICAE)[140] \| Золотой \| 50 000^ \| \| Италия \| — \| 60 000[141] \| \| Канада (Music Canada)[142] \| 6× Платиновый \| 600 000^ \| \| Нидерланды (NVPI)[143] \| Платиновый \| 100 000^ \| \| Новая Зеландия (RMNZ)[144] \| 5× Платиновый \| 75 000^ \| \| Франция (SNEP)[145] \| Платиновый \| 300 000* \| \| Швейцария (IFPI Switzerland)[146] \| Платиновый \| 50 000^ \| \| США (RIAA)[147] \| 13× Платиновый \| 13 000 000^ \| \| Япония \| — \| 197 000[90] \| \| Итого \| \| \| \| Мир · продажи в 2016 году \| — \| 700 000[148] \| \| Мир \| — \| 25 000 000[149] \| \| * Данные о продажах приведены только на основе сертификации. · ^ Данные о тиражах приведены только на основе сертификации. · Данные о продажах + прослушиваниях приведены только на основе сертификации. \| \| \| | Логотип фильма и альбома |             |
| Регион | Сертификация             | Продажи     |
| Австралия (ARIA) | 3× Платиновый            | 210 000^    |
| Австрия (IFPI Austria) | Золотой                  | 25 000*     |
| Великобритания (BPI) | 2× Платиновый            | 600 000^    |
| Германия (BVMI) | 3× Золотой               | 750 000^    |
| Дания (IFPI Danmark) | Золотой                  | 10 000      |
| Испания (PROMUSICAE) | Золотой                  | 50 000^     |
| Италия | —                        | 60 000      |
| Канада (Music Canada) | 6× Платиновый            | 600 000^    |
| Нидерланды (NVPI) | Платиновый               | 100 000^    |
| Новая Зеландия (RMNZ) | 5× Платиновый            | 75 000^     |
| Франция (SNEP) | Платиновый               | 300 000*    |
| Швейцария (IFPI Switzerland) | Платиновый               | 50 000^     |
| США (RIAA) | 13× Платиновый           | 13 000 000^ |
| Япония | —                        | 197 000     |
| Итого |                          |             |
| Мир · продажи в 2016 году | —                        | 700 000     |
| Мир | —                        | 25 000 000  |
| * Данные о продажах приведены только на основе сертификации. · ^ Данные о тиражах приведены только на основе сертификации. · Данные о продажах + прослушиваниях приведены только на основе сертификации. |                          |             |

## Синглы
- «When Doves Cry» (U.S. #1, R&B #1, UK #4, Australia #1)

1. «When Doves Cry»
2. «17 Days»

- «Let’s Go Crazy» (U.S. #1, UK #7, Australia #10)

1. «Let’s Go Crazy»
2. «Erotic City»

- «Purple Rain» (U.S. #2, UK #8, Australia #41)

1. «Purple Rain»
2. «God» (vocal)
3. «God» (instrumental) — UK version only

- «I Would Die 4 U» (U.S. #8, UK #58, Australia #96)

1. «I Would Die 4 U»
2. «Another Lonely Christmas»

- «Take Me with U» (U.S. #25, UK #7)

1. «Take Me with U»
2. «Baby I’m a Star»

- «Let’s Go Crazy» и «Take Me with U» вышли как double A-side сингл в Великобритании в 1985 году.